# Henri Pitot

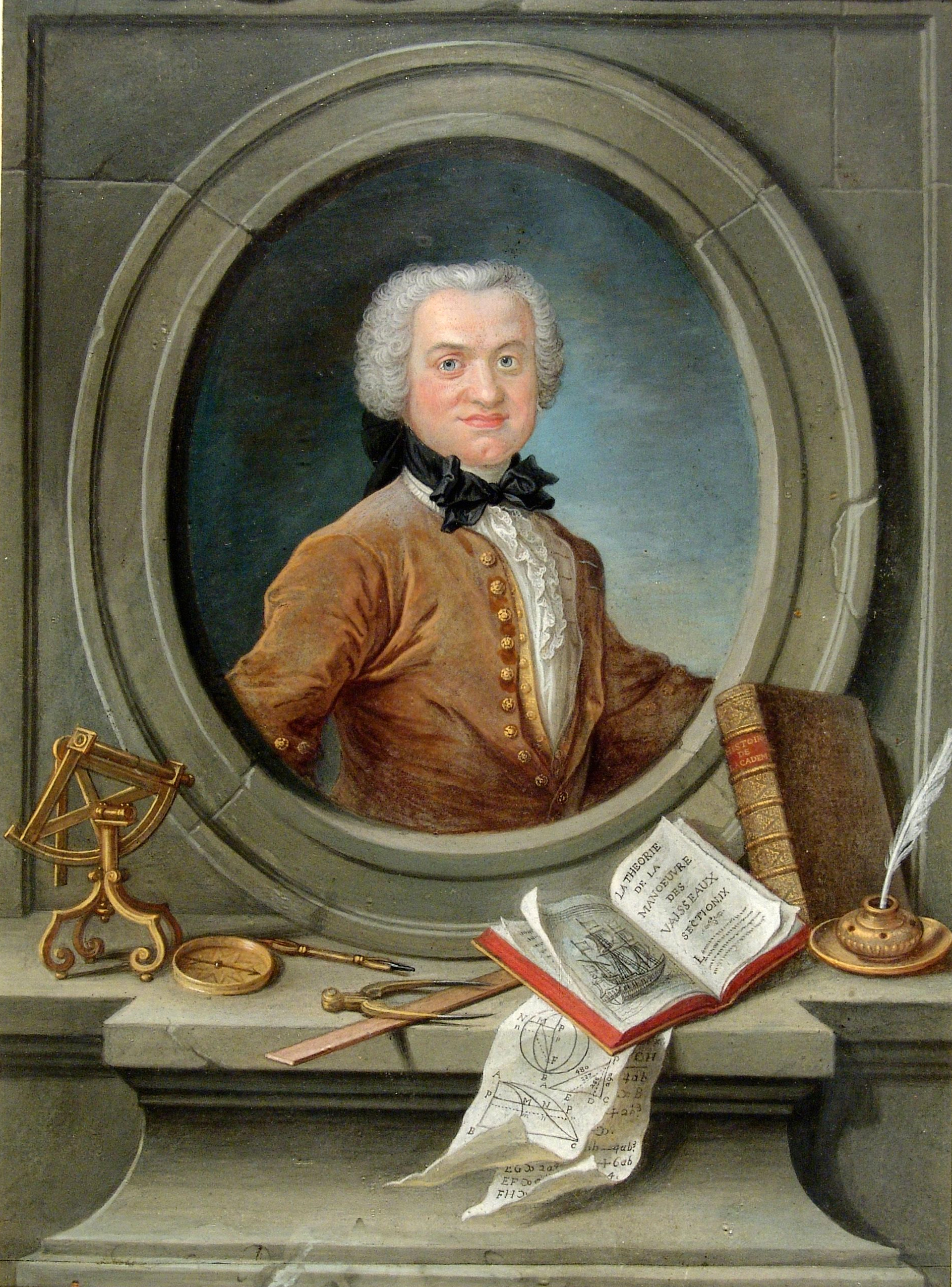
Henri Pitot

Henri Pitot (Aramon, 3 mei 1697 – aldaar, 27 december 1771) was een Frans waterbouwkundig ingenieur en de uitvinder van de zogenaamde pitotbuis, die snelheid van stromende vloeistoffen of gassen meet.

## Biografie
Pitot begon als student wiskunde en sterrenkunde en in 1723 werd assistent van de natuurkundige René-Antoine Ferchault de Réaumur. Hij werd benoemd als assistent technicus van de Academie van de wetenschappen in 1724, en vervolgens hoofd technicus in 1727 en "pensionnaire" landmeter in 1733. Pitot werd hoofdopzichter bij de aanleg van het Canal du Midi en bouwde een aquaduct voor de watervoorziening van Montpellier. In 1740 werd hij lid van de Royal Society. Pitot interesseerde zich voor de problemen van vloeistoffen, met name het wegstromen van water in rivieren, en ontdekte dat veel toenmalige theorieën niet voldeden. De door hem uitgevonden pitotbuis wordt vandaag de dag toegepast op vele gebieden, bijvoorbeeld als snelheidsmeter in formule 1 race auto's en vliegtuigen.